# Naou
Der Naou ist ein kleiner Fluss in Frankreich, der in der Region Nouvelle-Aquitaine verläuft. Er entspringt im Gemeindegebiet von Lucmau, nördlich des Truppenübungsplatzes von Captieux, entwässert generell in westlicher Richtung durch ein gering besiedeltes Gebiet im Regionalen Naturpark Landes de Gascogne und mündet nach rund 19 Kilometern im Gemeindegebiet von Callen als rechter Nebenfluss in die Petite Leyre. Auf seinem Weg durchquert der Naou die Départements Gironde und Landes.

## Orte am Fluss
(Reihenfolge in Fließrichtung)
- Michéou, Gemeinde Cazalis
- Madrolles, Gemeinde Cazalis
- Bourrin, Gemeinde Callen
- Lagassey, Gemeinde Callen
- Pirette, Gemeinde Callen